# Corpinnat
Corpinnat é uma associação de adegas produtoras de vinhos espumantes, criada em abril de 2018. A associação nasceu para distinguir os espumantes elaborados ao coração da região vitivinícola catalã do Penedés. Os fundadores querem distinguir-se de outros produtos produzidos em massa e promover a vitivicultura sustentável com variedades autóctones.
Às seis adegas fundadoras, juntaram-se posteriormente Mas Candí, Can Feixes e Júlia Bernet, decidindo em janeiro de 2019 abandonar a denominação de origem Cava. Colaboram atualmente com a Denominação de Origem Penedès, desde a secção de espumantes Clàssic Penedès, por uma nova denominação de origem de vinhos espumantes do Penedès. Distanciaram-se da política de baixo preços dos três grandes grupos de espumantes "cava" de elaboração industrial, que segundo sublinham «põe em perigo o futuro de centenas de famílias e do território».

## Produtores abrangidos
- Gramona
- Llopart
- Nadal
- Recaredo
- Sabaté i Coca
- Torelló
- Can Feixes
- Júlia Bernet
- Mas Candí